# Artikel 10 des Grundgesetzes für die Bundesrepublik Deutschland
Artikel 10 des deutschen Grundgesetzes (GG) befindet sich in dessen ersten Abschnitt, der die Grundrechte gewährleistet. Er verbürgt das Brief-, das Post- sowie das Fernmeldegeheimnis. Art. 10 GG bezweckt den Schutz der Vertraulichkeit der Kommunikation vor hoheitlichen Zugriffen. Daher handelt es sich um ein Freiheitsrecht, das vorrangig der Abwehr hoheitlicher Zugriffe auf vertrauliche Kommunikation dient.
Art. 10 GG ist im Grundgesetz seit dessen Inkrafttreten enthalten. Seine Gewährleistung blieb ihrem Wortlaut nach bislang unverändert. Durch Änderungen der rechtlichen Rahmenbedingungen sowie durch den technischen Fortschritt hat sich der praktische Anwendungsbereich des Art. 10 GG jedoch erheblich geändert. So verlor beispielsweise die Gewährleistung des Postgeheimnisses durch die Privatisierung der Deutschen Bundespost ihren ursprünglichen Anwendungsbereich, da das Grundrecht unmittelbar lediglich den Staat, nicht jedoch Private bindet. Durch die zunehmende Verbreitung von Fernkommunikationsmitteln und durch Bestrebungen, diese hoheitlich zu überwachen, gewann weiter das Fernmeldegeheimnis erhebliche Bedeutung.

## Normierung
Art. 10 GG lautet seit seiner letzten Änderung am 24. Juni 1968 wie folgt:
Das Grundrecht bezweckt den Schutz der Privatsphäre. Zu diesem Zweck beschränkt es den hoheitlichen Zugriff auf vertrauliche Kommunikation. Prozessual erlaubt Art. 10 GG die Abwehr hoheitlicher Eingriffe, weswegen es ein Freiheitsrecht darstellt.
Als Grundrecht bindet Art. 10 GG gemäß Art. 1 Absatz 3 GG ausschließlich die Staatsgewalt. Indem der Artikel die Vertraulichkeit von Kommunikation in den Rang eines Verfassungsprinzips erhebt, begründet er allerdings eine Schutzpflicht für den Staat, die diesen dazu anhält, die Achtung der Vertraulichkeit von Kommunikation unter Privaten zu gewährleisten. Unter Privatpersonen gilt Art. 10 GG nicht unmittelbar, entfaltet aufgrund der Ausstrahlungswirkung des Verfassungsrechts jedoch mittelbare Drittwirkung. Hierdurch entfalten die wesentlichen Aussagen des Grundrechts im Rahmen privatrechtlicher Streitigkeiten Anwendung. Dies wirkt sich insbesondere bei der Auslegung unbestimmter Rechtsbegriffe aus.

## Entstehungsgeschichte

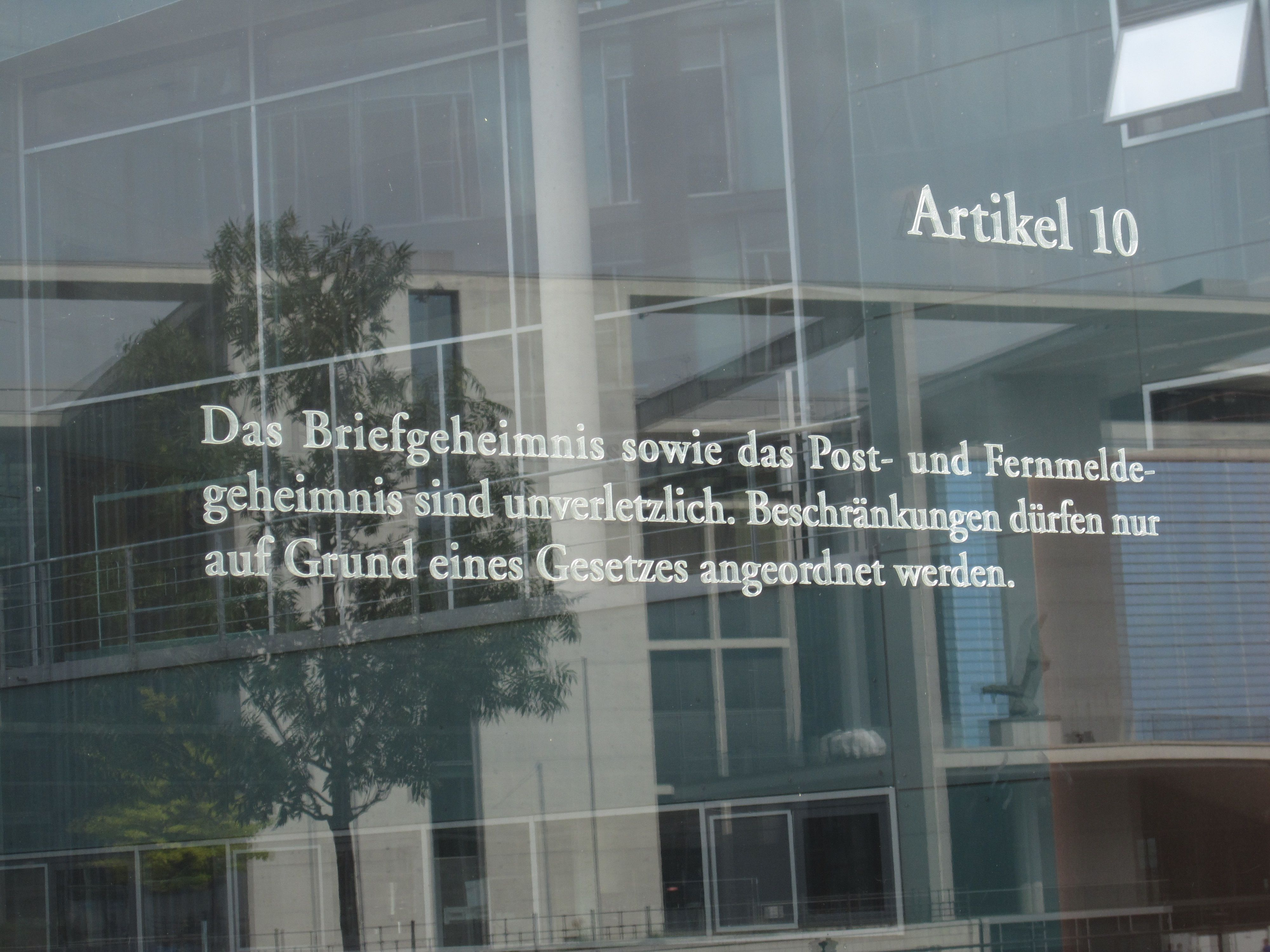
Artikel 10 in der Urfassung am Reichstag – eine Arbeit von Dani Karavan an den Glasscheiben beim Jakob-Kaiser-Haus zur Spreeseite

Frühe Gewährleistungen der Vertraulichkeit der Kommunikation per Brief enthielten die belgische Verfassung sowie die kurhessische Verfassung, die beide aus dem Jahr 1831 stammen. An deren Gewährleistungen orientierte sich die Paulskirchenverfassung von 1849.
Im Deutschen Kaiserreich wurde das Briefgeheimnis nicht von Verfassungs wegen garantiert, allerdings wurde es durch das Gesetz über das Postwesen geschützt. Die Weimarer Reichsverfassung (WRV) von 1919 verlieh dem Briefgeheimnis wieder Verfassungsrang: In Art. 117 WRV gewährleistete sie das Briefgeheimnis sowie das Post-, das Telegrafen- und das Fernsprechgeheimnis. In der Zeit des Nationalsozialismus wurde Art. 117 WRV suspendiert.
Der Parlamentarische Rat knüpfte im Zuge der Entwicklung des Grundgesetzes an die Bestimmung der Weimarer Reichsverfassung an. Bei Inkrafttreten des Grundgesetzes am 24. Mai 1949 lautete Art. 10: Das Briefgeheimnis sowie das Post- und Fernmeldegeheimnis sind unverletzlich. Beschränkungen dürfen nur auf Grund eines Gesetzes angeordnet werden.
Im Zuge der Einführung der Notstandsgesetze wurde im Siebzehnten Gesetz zur Ergänzung des Grundgesetzes mit Wirkung zum 28. Juni 1968 Art. 10 GG um zusätzliche Möglichkeiten der Beschränkung des Grundrechts erweitert.

## Schutzbereich
Art. 10 GG schützt den Bürger vor Eingriffen in sein Brief-, Post- und Fernmeldegeheimnis. Hierzu gewährleistet die Norm eine Freiheitssphäre, in die Hoheitsträger nur unter bestimmten Voraussetzungen eingreifen dürfen. Diese Sphäre wird als Schutzbereich bezeichnet. Sofern der Hoheitsträger in diesen eingreift und dies verfassungsrechtlich nicht gerechtfertigt ist, ist Art. 10 GG verletzt.
Die Rechtswissenschaft unterscheidet zwischen dem persönlichen und dem sachlichen Schutzbereich. Der persönliche Schutzbereich bestimmt, wer durch das Grundrecht geschützt wird. Der sachliche Schutzbereich bestimmt, welche Freiheiten durch das Grundrecht geschützt werden.

### Persönlich
Art. 10 GG schränkt den Kreis der Grundrechtsträger nicht ein, sodass das Grundrecht jedermann schützt.
Hierunter fallen zum einen natürliche Personen. Zum anderen können sich gemäß Art. 19 Absatz 3 GG Personenvereinigungen, insbesondere juristische Personen des Privatrechts, auf Art. 10 GG berufen, da das Grundrecht seinem Wesen nach auf diese anwendbar ist. Dies gilt jedoch lediglich für Personenvereinigungen, die ihren Sitz im Inland haben. Ausländische juristische Personen selbst erfahren keinen Schutz durch Art. 10 GG. Etwas anderes gilt jedoch für natürliche Personen, die als Funktionsträger einer ausländischen juristischen Person handeln. Um eine Aushöhlung des Art. 19 Abs. 3 GG zu vermeiden, gilt das selbst dann, wenn hierdurch der von ihnen geltend gemachte Schutz im Einzelfall zugleich reflexhaft der juristischen Person zugutekommt.
Sofern die juristische Person durch den Staat beherrscht wird, ist sie kein Grundrechtsträger, da sie als Bestandteil der öffentlichen Hand selbst an die Grundrechte gebunden ist. Grundrechtlichen Schutz erfahren allerdings öffentlich-rechtliche Rundfunkanstalten, da diese die Ausübung von Grundrechten durch Bürger fördern.

### Sachlich
Art. 10 GG benennt mehrere Formen der nichtöffentlichen Kommunikation und schützt diese vor dem Zugriff durch Hoheitsträger. Die von Art. 10 GG erfassten Kommunikationsformen zeichnen sich dadurch aus, dass sie mithilfe von Hilfsmitteln erfolgt. Im Vergleich zu unmittelbarer Kommunikation von Person zu Person sind die von Art. 10 GG erfassten Kommunikationsformen durch die Nutzung von Hilfsmitteln gekennzeichnet, wodurch sich zusätzliche Angriffspunkte für hoheitliche Zugriffe während des Übermittlungsvorgangs bieten. Keinen Schutz durch Art. 10 GG erfährt die öffentliche Kommunikation. Diese wird jedoch von der Kommunikationsfreiheiten des Art. 5 GG erfasst.
Umstritten ist in der Rechtswissenschaft, ob die unterschiedlichen Gewährleistungen des Art. 10 GG eigenständige Grundrechte bilden oder ob es sich um Ausprägungen eines einheitlichen Grundrechts der Freiheit der Korrespondenz handelt. Auswirkung auf den Schutzumfang des Art. 10 GG hat dies jedoch nicht.

#### Briefgeheimnis
Art. 10 GG erfasst zum einen das Briefgeheimnis. Dieses gewährleistet, dass die Kommunikation mittels Briefen vertraulich bleibt. Er hindert Hoheitsträger also daran, sich Kenntnis vom Inhalt des Briefs oder den Umständen seiner Übermittlung zu verschaffen. Nach vorherrschender Auffassung schützt Art. 10 GG nur die individuelle Kommunikation, die sich an einen bestimmten Adressaten richtet. Keinen Schutz erfahren daher Briefe, die für einen unbestimmten Adressatenkreis bestimmt sind.
Umstritten ist in der Rechtswissenschaft, ob sich der Schutz des Briefgeheimnisses nur auf Briefe erstreckt, die verschlossen sind. Befürworter argumentieren, dass der Verfasser bewusst die Möglichkeit geschaffen hat, dass Dritte ungehindert vom Inhalt des Briefs Kenntnis erlangen. Gegner führen an, dass sich aus der Unverschlossenheit eines Briefs nicht ableiten lässt, dass der Verfasser die Kenntnisnahme durch Dritte billigt.
Der Schutz des Art. 10 GG bezieht sich auf den Kommunikationsvorgang. Das Briefgeheimnis schützt die Vertraulichkeit des Briefs daher lediglich während seiner Übermittlung. Sofern diese allerdings durch ein Postunternehmen erfolgt, geht das Postgeheimnis als speziellere Regelung dem Briefgeheimnis vor.

#### Postgeheimnis
Das Postgeheimnis gewährleistet die Vertraulichkeit von Sendungen, die durch ein Postunternehmen befördert werden. Bei Postsendungen handelt es sich um verkörperte Informationen und Güter.
Bis zu ihrer Privatisierung 1994 bestand eine unmittelbare Bindung der Post an Art. 10 GG. Durch die Privatisierung traten an die Stelle des Staats Privatunternehmen, die keinen Bestandteil der öffentlichen Gewalt darstellen und daher gemäß Art. 1 Absatz 3 GG nicht unmittelbar an Grundrechte gebunden sind. Nach vorherrschender Auffassung dient das Postgeheimnis seit der Postprivatisierung daher vor allem als Schutzauftrag an den Staat. Dieser verpflichtet den Staat, für die Privatwirtschaft Vorgaben zum Schutz der Vertraulichkeit von Kommunikation zu erlassen.

#### Fernmeldegeheimnis
Das Fernmeldegeheimnis bezieht sich auf unkörperliche Kommunikationsvorgänge, etwa über Telefon oder E-Mail. Diese Gewährleistung des Art. 10 GG besitzt angesichts des technischen Fortschritts im Bereich der Telekommunikation große praktische Bedeutung, welche die der anderen Freiheiten des Art. 10 GG mittlerweile übertrifft. Das Bundesverfassungsgericht bezeichnet sie in einigen Urteilen als Telekommunikationsfreiheit und betont Offenheit ihres Schutzbereichs für neue Entwicklungen.
Weil Art. 10 GG lediglich den Kommunikationsvorgang schützt, fallen nur solche Maßnahmen in den Schutzbereich, die eine laufende Kommunikation betreffen, nicht dagegen Maßnahmen, die sich nach Abschluss eines Kommunikationsvorgangs ereignen. Wird daher beispielsweise der Computer einer Person durchsucht, greift dies nicht in Art. 10 GG an, soweit sich die Durchsuchung ausschließlich auf solche Daten bezieht, die auf dem Computer gespeichert sind. Eine solche Maßnahme stellt allerdings einen Eingriff in das Recht auf informationelle Selbstbestimmung (Art. 2 Absatz 1 GG, Art. 1 Absatz 1 GG) dar. Ruft eine Behörde E-Mails ohne Einverständnis ihres Adressaten ab, liegt hierin ein Eingriff in Art. 10 GG, sofern diese nicht auf dessen Empfangsgerät abgespeichert sind, sondern von einem fremden E-Mail-Server abgerufen werden, da der Hoheitsträger in diesem Fall in einen Kommunikationsvorgang eingreift. Sofern demgegenüber Nachrichten abgerufen werden, die der Empfänger bereits abgespeichert hat, fehlt es an einem Kommunikationsvorgang, sodass die Maßnahme den Schutzbereich des Art. 10 GG nicht berührt. Nicht von Bedeutung ist in diesem Zusammenhang, ob der Empfänger die Nachricht zur Kenntnis genommen hat. Die Unterscheidung des Bundesverfassungsgerichts knüpft an die Verwendung von E-Mail-Software an, beispielsweise Mozilla Thunderbird oder Microsoft Outlook. Inwiefern sie sich auf reine Webdienste, etwa GMX und Web.de, übertragen lässt, ist strittig.
Der Schutz durch das Fernmeldegeheimnis verwirklicht sich zum einen in der Abwehrfunktion des Grundrechts, zum anderen in der Statuierung von Verfahrensvorgaben. Sofern ein Hoheitsträger in das Grundrecht eingreift, muss der Adressat der Maßnahme nach der Rechtsprechung des Bundesverfassungsgerichts über diesen Eingriff informiert werden. Weiterhin muss der Hoheitsträger sicherstellen, dass die Rechtmäßigkeit des Eingriffs durch unabhängige Kontrollstellen überprüft wird. Schließlich muss die Behörde Daten, die sie aus dem Eingriff erlangt, vernichten, sobald die Behörde sie zu dem Zweck, zu dem sie gewonnen wurden, nicht mehr erforderlich sind.

### Grundrechtskonkurrenzen
Sofern in einem Sachverhalt der Schutzbereich mehrerer Grundrechte betroffen ist, stehen diese zueinander in Konkurrenz.
Als besonderes Freiheitsrecht ist Art. 10 GG spezieller gegenüber der allgemeinen Handlungsfreiheit (Art. 2 Absatz 1 GG) und der informationellen Selbstbestimmung, soweit sich diese Gewährleistungen überschneiden. Die technische Überwachung von Wohnraum fällt nicht in den Schutzbereich des Art. 10 GG, sondern in den der Unverletzlichkeit der Wohnung (Art. 13 GG). Das Überwachen einer Person mittels IMSI-Catchers greift mangels Bezugs zu einem Kommunikationsvorgang nicht in Art. 10 GG, sondern in das Recht auf informationelle Selbstbestimmung ein.

## Eingriff
Ein Eingriff liegt vor, wenn der Gewährleistungsinhalt eines Grundrechts durch hoheitliches Handeln verkürzt wird. Eine Verkürzung der Gewährleistung des Art. 10 GG liegt bei Maßnahmen vor, die die Vertraulichkeit eines Kommunikationsvorgangs beeinträchtigen. Dies trifft insbesondere auf hoheitliche Überwachungsmaßnahmen zu, etwa die Fangschaltung und die Vorratsdatenspeicherung. Eingriffe in Art. 10 GG erfolgen damit typischerweise durch staatliche Sicherheitsbehörden.

## Rechtfertigung eines Eingriffs
Liegt ein hoheitlicher Eingriff vor, ist dieser rechtmäßig, wenn er verfassungsrechtlich gerechtfertigt ist. Eine Rechtfertigung kann sich zum einen aus der Einwilligung aller am Kommunikationsvorgang Beteiligten ergeben. Zum anderen erlaubt Art. 10 Absatz 2 GG die Beschränkung der in Art. 10 Absatz 1 GG verbürgten Rechte auf Grundlage eines Gesetzes. Damit stehen die Gewährleistungen des Art. 10 Absatz 1 GG unter einem einfachen Gesetzesvorbehalt. Von großer praktischer Bedeutung sind die strafprozessualen Eingriffsermächtigungen zur Telekommunikationsüberwachung (§ 100a StPO) und zur Online-Durchsuchung (§ 100b StPO) sowie das Gesetz zur Beschränkung des Brief-, Post- und Fernmeldegeheimnisses (Artikel 10-Gesetz – G 10) zugunsten von Verfassungsschutzbehörden, Militärischem Abschirmdienst und Bundesnachrichtendienst.
Damit ein Gesetz in ein Grundrecht eingreifen oder Grundlage für entsprechende Eingriffe darstellen kann, muss es in formeller und materieller Hinsicht mit der Verfassung in Einklang stehen.

### Formelle Verfassungsmäßigkeit
Die formelle Verfassungsmäßigkeit eines Gesetzes setzt voraus, dass es sich auf einen Kompetenztitel stützt und in einem ordnungsgemäßen Gesetzgebungsverfahren beschlossen worden ist. Von besonderer Bedeutung im Kontext des Art. 10 GG ist Art. 73 Absatz 1 Nummer 1 GG, der dem Bund die ausschließliche Gesetzgebungskompetenz für die auswärtigen Angelegenheiten, die Verteidigung und den Schutz der Zivilbevölkerung einräumt. Auf diese Kompetenzgrundlage stützen sich die Eingriffsbefugnisse des Bundesnachrichtendiensts. Einen weiteren Kompetenztitel enthält Art. 74 Absatz 1 Nummer 1 GG, nachdem für das gerichtliche Verfahren die Kompetenzen von Bund und Land konkurrieren. Der Bund hat durch die Regelung der Telekommunikationsüberwachung in der Strafprozessordnung abschließend Gebrauch gemacht, sodass für Landesregelungen in diesem Bereich kein Raum ist.

### Materielle Verfassungsmäßigkeit
Die materielle Verfassungsmäßigkeit eines eingreifenden Gesetzes setzt voraus, dass das Gesetz explizit Art. 10 GG als beschränktes Grundrecht nennt. Diese Voraussetzung folgt aus dem in Art. 19 Absatz 1 Satz 2 GG enthaltenen Zitiergebot. Hierdurch soll sich der Gesetzgeber vergegenwärtigen, dass er in das Grundrecht eingreift.
Weiterhin muss das Gesetz das Verhältnismäßigkeitsprinzip wahren. Dieses Prinzip leitet sich aus dem Rechtsstaatsprinzip (Art. 20 Absatz 3 GG) und den Grundrechten ab. Es fordert, dass das Gesetz einen legitimen Zweck verfolgt, sich zu dessen Förderung eignet, hierzu erforderlich ist und eine angemesse Regelung darstellt. Legitim sind Ziele, die der Gesetzgeber billigerweise verfolgen darf. Hierzu zählen insbesondere Ziele des Gemeinwohls, etwa der Schutz der Bestands der Bundesrepublik. Geeignet ist eine Maßnahme, wenn sie den legitimen Zweck zumindest fördern kann. Erforderlich ist eine Maßnahme, wenn es kein milderes Mittel gibt, das zur Erreichung des Ziels gleichermaßen geeignet ist. Angemessen ist ein Eingriff, wenn die durch ihn herbeigeführte Belastung des Grundrechtsträgers nicht außer Verhältnis zum angestrebten Eingriffszweck steht. Das Bundesverfassungsgericht erklärt Eingriffe in Art. 10 GG oft wegen des Fehlens der letztgenannten Voraussetzung für mit dem Grundgesetz unvereinbar und nichtig. Eine Vorratsdatenspeicherung ist beispielsweise lediglich dann verhältnismäßig, wenn sie bei Vorliegen einer konkreten Gefahr angeordnet wird. Hierbei handelt es sich um eine Sachlage, die bei ungehindertem Fortgang mit hinreichender Wahrscheinlichkeit in absehbarer Zeit zur Schädigung der öffentlichen Sicherheit oder Ordnung führen kann.
Weiterhin darf ein Eingriff in Art. 10 GG grundsätzlich ausschließlich durch einen Richter beschlossen werden. Sofern Gefahr im Verzug vorliegt, das Einholen einer richterlichen Anordnung also den Zweck der Maßnahme gefährdete, genügt die Anordnung durch die Staatsanwaltschaft. Dient die Beschränkung dem Schutze der freiheitlichen demokratischen Grundordnung oder des Bestandes oder der Sicherung des Bundes oder eines Landes, kann das Gesetz bestimmen, dass sie dem Betroffenen nicht mitgeteilt wird und dass an die Stelle des Rechtsweges die Nachprüfung durch von der Volksvertretung bestellte Organe und Hilfsorgane tritt. Das Gesetz zur Beschränkung des Brief-, Post- und Fernmeldegeheimnisses regelt seit 1. November 1968 die Befugnisse der deutschen Nachrichtendienste bei Eingriffen ins Brief-, Post- und Fernmeldegeheimnis.